# Les Nans
Les Nans és un municipi francès situat al departament del Jura i a la regió de Borgonya - Franc Comtat. L'any 2007 tenia 89 habitants.

## Demografia

### Població
El 2007 la població de fet de Les Nans era de 89 persones. Hi havia 40 famílies de les quals 4 eren unipersonals (4 dones vivint soles i 4 dones vivint soles), 24 parelles sense fills, 8 parelles amb fills i 4 famílies monoparentals amb fills.
La població ha evolucionat segons el següent gràfic:
Habitants censats

### Habitatges
El 2007 hi havia 59 habitatges, 39 eren l'habitatge principal de la família, 19 eren segones residències i 1 estava desocupat. 55 eren cases i 4 eren apartaments. Dels 39 habitatges principals, 35 estaven ocupats pels seus propietaris, 2 estaven llogats i ocupats pels llogaters i 2 estaven cedits a títol gratuït; 3 tenien tres cambres, 11 en tenien quatre i 25 en tenien cinc o més. 35 habitatges disposaven pel capbaix d'una plaça de pàrquing. A 16 habitatges hi havia un automòbil i a 23 n'hi havia dos o més.

### Piràmide de població
La piràmide de població per edats i sexe el 2009 era:
| Homes | Edats   | Dones |
| ----- | ------- | ----- |
| 0     | 95 o +  | 0     |
| 0     | 90 a 94 | 0     |
| 4     | 85 a 89 | 4     |
| 0     | 80 a 84 | 0     |
| 4     | 75 a 79 | 4     |
| 0     | 70 a 74 | 4     |
| 0     | 65 a 69 | 0     |
| 0     | 60 a 64 | 0     |
| 8     | 55 a 59 | 0     |
| 12    | 50 a 54 | 12    |
| 0     | 45 a 49 | 12    |
| 0     | 40 a 44 | 0     |
| 0     | 35 a 39 | 0     |
| 0     | 30 a 34 | 0     |
| 8     | 25 a 29 | 0     |
| 4     | 20 a 24 | 0     |
| 4     | 15 a 19 | 4     |
| 0     | 10 a 14 | 0     |
| 0     | 5 a 9   | 0     |
| 0     | 0 a 4   | 0     |

## Economia
El 2007 la població en edat de treballar era de 56 persones, 38 eren actives i 18 eren inactives. De les 38 persones actives 34 estaven ocupades (17 homes i 17 dones) i 4 estaven aturades (2 homes i 2 dones). De les 18 persones inactives 13 estaven jubilades, 4 estaven estudiant i 1 estava classificada com a «altres inactius».
Activitats econòmiques
Dels 6 establiments que hi havia el 2007, 3 eren d'empreses de fabricació d'altres productes industrials, 1 d'una empresa d'informació i comunicació, 1 d'una empresa financera i 1 d'una empresa de serveis.
L'any 2000 a Les Nans hi havia 4 explotacions agrícoles.

## Poblacions més properes
El següent diagrama mostra les poblacions més properes.